# Rehaincourt
Rehaincourt é uma comuna francesa na região administrativa de Grande Leste, no departamento de Vosges. Estende-se por uma área de 15,22 km². Em 2010 a comuna tinha 369 habitantes (densidade: 24,2 hab./km²).